# خروب الخنزير
خروب الخنزير أو الأركوض المنتن أو جرود أو أم كلب أو أناعورس (باللاتينية: Anagyris foetida) أو 
خرو الكلب (بالإنجليزية: Bean Clover)‏ نوع نباتي شجري سام يتبع جنس الأركوض من الفصيلة البقولية.

## الموئل والانتشار
موطنها بلاد الشام وسيناء والمغرب العربي وكل مناطق حوض البحر الأبيض المتوسط.

## الوصف النباتي
النبات شجيري معمر نفضي. ارتفاعه من متر إلى مترين. الأوراق مركبة ثلاثية الوريقات، الوريقات لاطئة.